# Sanzoles
Sanzoles is een gemeente in de Spaanse provincie Zamora in de regio Castilië en León met een oppervlakte van 25,66 km². Sanzoles telt 539 inwoners (1 januari 2016).

## Demografische ontwikkeling
Bron: INE, 1857-2011: volkstellingen